# Kiyomoto Takumi
Takumi Kiyomoto (清本 拓己 Kiyomoto Takumi, sinh ngày 7 tháng 6 năm 1993) là một cầu thủ bóng đá người Nhật Bản thi đấu ở vị trí tiền vệ cho đội bóng tại J2 League Oita Trinita.

## Sự nghiệp
Ngày 1 tháng 1 năm 2013, Nakashima gia nhập FC Gifu từ Feyenoord theo dạng chuyển nhượng tự do. Anh có màn ra mắt ngày 10 tháng 3 năm 2013, vào sân ở phút thứ 46 trong thất bại 4-0 trước Vissel Kobe.

## Thống kê sự nghiệp
Cập nhật đến ngày 23 tháng 2 năm 2018.
| Thành tích câu lạc bộ | Thành tích câu lạc bộ | Thành tích câu lạc bộ | Giải vô địch | Giải vô địch | Cúp                   | Cúp                   | Tổng cộng | Tổng cộng |
| Mùa giải              | Câu lạc bộ            | Giải vô địch          | Số trận      | Bàn thắng    | Số trận               | Bàn thắng             | Số trận   | Bàn thắng |
| Nhật Bản              | Nhật Bản              | Nhật Bản              | Giải vô địch | Giải vô địch | Cúp Hoàng đế Nhật Bản | Cúp Hoàng đế Nhật Bản | Tổng cộng | Tổng cộng |
| --------------------- | --------------------- | --------------------- | ------------ | ------------ | --------------------- | --------------------- | --------- | --------- |
| 2013                  | FC Gifu               | J2 League             | 10           | 0            | 0                     | 0                     | 10        | 0         |
| 2014                  | FC Gifu               | J2 League             | 22           | 0            | 1                     | 0                     | 23        | 0         |
| 2015                  | FC Gifu               | J2 League             | 15           | 0            | 0                     | 0                     | 15        | 0         |
| 2016                  | Oita Trinita          | J3 League             | 29           | 7            | 1                     | 0                     | 30        | 7         |
| 2017                  | Oita Trinita          | J2 League             | 3            | 1            | 0                     | 0                     | 3         | 1         |
| Tổng                  | Tổng                  | Tổng                  | 79           | 8            | 2                     | 0                     | 81        | 8         |